# Laura Gallego García
Laura Gallego García (Quart de Poblet, 11 d'octubre de 1977) és una escriptora valenciana de literatura juvenil i infantil especialitzada en temàtica fantàstica. Ha estudiat filologia hispànica a la Universitat de València. A l'any 2005 ja havia escrit tres llibres i era ja una referent en lectures juvenils.

## Biografia
Nascuda a Quart de Poblet (Horta Sud), a onze anys començà a escriure amb una amiga seva la que seria la seva primera novel·la sense publicar, Zodíaccía, un mundo diferente, la qual està disponible al seu lloc web. Des de llavors, ja va tindre clar que volia ser escriptora.
A 21 anys, quan estava estudiant filologia hispànica, va escriure la seva primera novel·la publicada, Finis Mundi (1999), amb la qual obtingué el primer Premi El Vaixell de Vapor de l'editorial SM. Aquesta obra, escrita en castellà i traduïda a l'alemany, català, italià i portuguès, narra la història d'en Michael, un jove monjo cluniacenc de l'edat mitjana, que s'embarca en una aventura junt amb el joglar Mattius i la Lucía per aconseguir els tres eixos del temps, per invocar a l'Esperit del Temps. El seu segon premi El Vaixell de Vapor el va aconseguir el 2001 amb la seva novel·la La llegenda del Rei Errant (2001).
A Finis Mundi li van seguir títols com Mandrágora (Pearson Alhambra), o la tetralogia Crónicas de la Torre, traduïda al català per Ferran Gibert i Àlvarez. No obstant això, encara que la seua fama es deu principalment a les novel·les juvenils, ha publicat també obres dirigides a un públic infantil.
En 2002, va ser guardonada de nou en aquest concurs, aquesta vegada per la seua novel·la La Leyenda del Rey Errante. També ha publicat en SM El coleccionista de relojes extraordinarios, traduïda al català com El col·leccionista de rellotges extraordinaris per Ferran Gibert, la trilogia Memorias de Idhún, Alas de fuego, Alas Negras, Donde los árboles cantan, Dos velas para el diablo, la saga Crónicas de la Torre i Las hijas de Tara, aquesta última dins de la col·lecció «Gran Angular».
És fundadora de la revista universitària Náyade, repartida trimestralment a la Facultat de Filologia; en va ser codirectora des de 1997 fins a 2010.
L'obra amb la qual obtingué major popularitat fou la trilogia Cròniques de la Torre, arran de la qual va sorgir un gran interès per la seva obra, especialment a Internet. Però tot i que la seva fama es deu principalment a les novel·les juvenils, ha publicat també obres dirigides a un públic menor, incloent-hi els prelectors (Retorn a l'Illa Blanca, El carter dels somnis o la sèrie d'Alba, entre altres). El 2004 començà la seva segona trilogia, titulada Memòries d'Idhun (Memòries d'Idhun I: La Resistència (2004), Memòries d'Idhun II: Tríada (2005), i Memòries d'Idhun III: Panteó (2006) amb la que ha collit el seu major èxit en data 2017, amb més d'1.000.000 exemplars venuts. Memòries d'idhún compta amb una adaptació a novel·la gràfica.
Les seves novel·les s'han traduït, des del castellà, a altres llengües, com el català, anglès, francès, italià, portuguès, coreà, finès, japonès, alemany, hongarès, polonès, suec, danès, noruec i romanès.
El reconeixement més important que ha rebut és el Premi Nacional de Literatura Infantil i Juvenil el 2012, per l'obra de gènere fantàstic-èpic Donde los árboles cantan traduït al català per Coral Romà i Garcia com Allà on els arbres canten. Aquest guardó, dotat amb 20.000 euros, va ser concedit pel Ministeri d'Educació, Cultura i Esports, i va designar la seva obra com el millor llibre de literatura infantil o juvenil publicat el 2011 en qualsevol de les llengües oficials que es parlen a Espanya.

## Obres
| Any  | Títol                                                   | Notes |
| ---- | ------------------------------------------------------- | --- |
| 1999 | Finis Mundi                                             | Premi el vaixell de vapor de 1998 |
| 2000 | La Vall dels Llops                                      | Cròniques de la torre I. Supervendes |
| 2001 | El carter dels somnis                                   | Llibre infantil |
| 2001 | Retorn a l'Illa Blanca                                  | |
| 2002 | Les filles de Tara                                      | |
| 2002 | La maledicció del Mestre                                | Cròniques de la torre II. Supervendes |
| 2002 | La llegenda del Rei Errant                              | Premi el vaixell de vapor de 2001 |
| 2003 | La crida dels morts                                     | Cròniques de la torre III |
| 2003 | Mandràgora                                              | |
| 2003 | On és l'Alba?                                           | Llibre infantil |
| 2004 | El col·leccionista de rellotges extraordinaris          | |
| 2004 | Fenris, l'elf                                           | Cròniques de la torre IV. Supervendes |
| 2004 | Ales de foc                                             | Continuació a: Ales Negres |
| 2004 | Memòries d'Idhun I: La Resistència                      | Supervendes |
| 2004 | La filla de la nit                                      | |
| 2004 | En Max ja no fa riure                                   | Llibre infantil |
| 2004 | L'Alba té una amiga molt especial                       | Llibre infantil |
| 2005 | El fantasma amb problemes                               | Llibre infantil |
| 2005 | Memòries d'Idhun II: Tríada                             | Supervendes |
| 2006 | Memòries d'Idhun III: Panteó                            | Supervendes |
| 2007 | L'Emperadriu dels Eteris                                | L'Emperadriu dels Eteris (castellà: La Emperatriz de los Etéreos) és una novel·la de fantasia juvenil escrita per l'autora espanyola Laura Gallego. L'obra va estar ben valorada per la crítica. Publicada inicialment en castellà el 2007, va ser un èxit de vendes, amb una tirada inicial de 70.000 exemplars, i es va convertir en un dels llibres més venuts durant el Nadal de 2007. La novel·la combina aventures, simbolisme i una reflexió sobre la identitat i la realitat. Segons l'autora, la seva intenció no era transmetre un missatge moral, sinó plantejar preguntes a través de la fantasia. Gallego defensa que la literatura juvenil no ha de ser necessàriament didàctica, sinó que pot servir com a via d'evasió i exploració interior. L'Emperadriu dels Eteris narra el viatge de Bipa, una noia que rebutja les llegendes i la fantasia, però que es veu obligada a travessar un món de gel per rescatar el seu amic Aer, atret pel misteri de l'Emperadriu dels Etèris. Equipada amb un penjoll màgic i acompanyada per un gólem de neu, Bipa inicia una recerca que esdevé també un procés de descobriment personal. |
| 2008 | Dos ciris al diable                                     | |
| 2009 | Ales Negres                                             | Continuació de: Ales de foc |
| 2009 | Fem equip!                                              | Sara i les golejadores I |
| 2009 | Les noies som una canya                                 | Sara i les golejadores II |
| 2009 | Juguem la lliga!                                        | Sara i les golejadores III |
| 2010 | El futbol i l'amor són incompatibles                    | Sara i les golejadores VI |
| 2010 | Les golejadores no es rendeixen                         | Sara i les golejadores V |
| 2010 | L'últim gol                                             | Sara i les golejadores IV |
| 2011 | Allà on els arbres canten                               | Supervendes. Premi nacional de literatura infantil i juvenil de 2012 |
| 2012 | Mag per casualitat                                      | |
| 2013 | El llibre dels portals                                  | Premi Imaginamalaga 2013 |
| 2014 | Enciclopedia de Idhún                                   | |
| 2015 | Totes les fades del regne                               | |
| 2016 | Òmnia, tot allò que puguis somiar (ISBN 978-8490435823) | |
| 2017 | Quan em puguis veure                                    | |
| 2017 | Per una rosa                                            | Col·laboració amb Javier Ruescas i Benito Taibo |
| 2018 | El bestiari de l'Axlin                                  | Guardians de la Ciutadella I. Primer llibre d'una triologia. Editorial Penguin Random House. El bestiari de l'Axlin és el primer títol d'una triologia anomenada Guardians de la Ciutadella. Tracta sobre la vida de l'Axlin, una noia coixa que viu dins d'un enclavament per evitar ser devorada pels monstres que estan destruïnt la humanitat, ja que aquests encara no han trobat la manera de defensar-se. Quan fa 16 anys, decideix acabar amb això i lluitar a la seva manera. Visitant diferents enclavaments, coneix el Xein, un noi amb uns ulls de color daurat del qual s'enamora. L'amor entre ells és mutuo. Quan una traïció fa que els Guardians s'emportin el Xein, perquè te una capacitat especial per matar monstres, l'Axlin anirà a la Ciutadella per poder salvar-lo i descobrirà moltes coses increïbles que no hauria sabut mai si s'hagués limitat a quedar-se a casa i tenir fills. I potser, només potser, veurà una mica d'esperança per a la humanitat. |
| 2018 | El secret del Xein                                      | Guardians de la Ciutadella II |
| 2019 | La missió de la Rox                                     | Guardians de la Ciutadella III |
| 2021 | El Cicle de l'etern emperador                           | |

## Reconeixements[calcitació]
El reconeixement més important que ha rebut l'autora és el Premio Nacional de Literatura Infantil y Juvenil en 2012, per la seua obra de gènere fantàstic-èpic Allà on els arbres canten. El dit guardó, dotat amb 20.000 euros, va ser concedit pel Ministeri d' Educació Cultura i Esports, que va designar la seua obra com el millor llibre de literatura infantil o juvenil publicat al 2011 en qualsevol de les llengües oficials que es parlen a Espanya.
Així mateix, l'Ajuntament d'Alcalá de Henares i l'Associació de Llibreters i Paperers li va concedir en 2011 el Premio Cervantes Chico de Literatura Juvenil i va ser guardonada amb el Premio de Literatura Infantil El Barco de Vapor en 2002 amb la seua obra La Leyenda del Rey Errante i en 1999 per la seua obra Finis Mundi. Va rebre també el Premio Imaginamalaga 2013 per El libro de los portales, així com el Premio Kelvin 505, aquest últim a l'any 2016.